# ملور، منچستر بزرگ
ملور (به انگلیسی: Mellor) یک روستا در بریتانیا است که در کلان‌شهر مستقل استکپورت واقع شده‌است. ملور ۲٬۳۹۴ نفر جمعیت دارد.